# 茨城県道・栃木県道54号明野間々田線
茨城県道・栃木県道54号明野間々田線（いばらきけんどう・とちぎけんどう54ごう あけのままだせん）は、茨城県筑西市から栃木県小山市に至る県道（主要地方道）である。

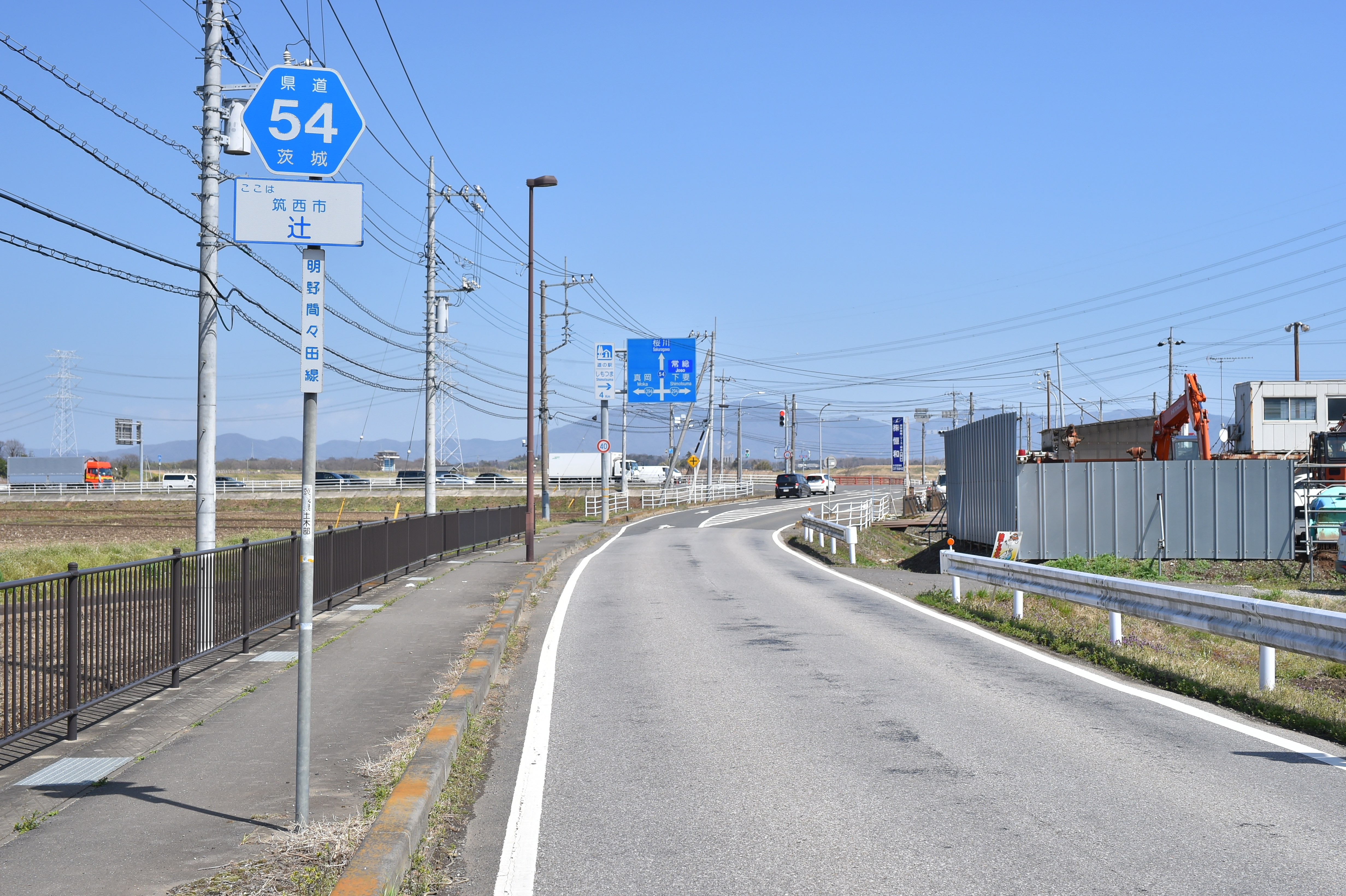
茨城県道54号明野間々田線
筑西市辻（2024年3月）

## 概要
筑西市・明野地区（旧明野町）から関城地区（旧関城町）、結城市南部の江川地区（旧江川村）を通って小山市の間々田地区（旧間々田町）へ至る。筑西市辻地内で国道294号常総バイパスと平面交差し、小山市東野田地内で新4号国道と立体交差する。
途中、結城市上山川地区と筑西市関本上地区の間は鬼怒川を越える橋がなく分断されているため、往来にはすぐ南側の茨城県道23号筑西三和線に架かる鬼怒川大橋を経由する必要がある。

### 路線データ
- 起点：茨城県筑西市海老ヶ島（大村十字路＝茨城県道14号筑西つくば線、茨城県道131号下妻真壁線交点）
- 終点：栃木県小山市大字間々田（間々田4丁目交差点＝国道4号交点）
- 総延長：27.664 km（茨城県区間：21.386 km[1]、栃木県区間：6.278 km）
- 重用延長：*.* km（茨城県区間：1.272 km[1]、栃木県区間：*.* km）
- 未供用延長：なし（茨城県区間：0.109 km[1]、栃木県区間：*.* km）
- 実延長：26.283 km（茨城県区間：20.005 km[1]、栃木県区間：6.278 km[2]）
- 自動車交通不能区間延長[注釈 1]：*.* km（茨城県区間：0.024 km[1]、栃木県区間：*.* km）
- 認定：1959年（昭和34年）10月14日

## 歴史
2011年1月29日、小山市間々田地区で整備が行われていた間々田北通りの間々田アンダー（JR宇都宮線をアンダーパス）が完成し、バイパス部（延長1.06 km）が全線開通した。これにより、終点付近の狭隘な状況が改善された。

### 年表
- 1971年（昭和46年）4月5日：真壁郡明野町大字築地 - 同町大字海老江の現道（0.98 km）を拡幅改良供用開始[4]。
- 1981年（昭和56年）11月24日：真壁郡明野町大字海老江 - 同郡関城町大字西保未の道路改良及び黒子橋整備によるバイパス道路 (1.58 km) を供用開始[5]。
- 1982年（昭和57年）4月12日：真壁郡関城町大字藤ケ谷 - 同町大字犬塚の2.0 km区間を道路改良供用開始[6]。
- 1986年（昭和61年）5月29日：真壁郡明野町大字海老江 - 真壁郡関城町大字西保未の旧黒子橋を渡る旧道区間 (1.481 km) が指定解除され明野町道へ降格[7]。
- 1986年（昭和61年）12月18日：真壁郡関城町大字犬塚 - 大字板橋の区間を道路改良2車線化供用開始[8]。
- 1993年（平成5年）5月11日：建設省から、県道明野間々田線が明野間々田線として主要地方道に指定される[9]。
- 1995年（平成7年）3月30日：茨城県区間において、整理番号162から現在の番号（整理番号54）に変更される[10]。
- 2003年（平成15年）3月13日：関城町大字上野 - 大字関本下（主要地方道結城下妻線）までバイパス道路が開通[11]。
- 2004年（平成16年）2月16日：関城町大字関本下地内の旧道 (608 m) が指定解除され、関城町道に降格する[12]。
- 2023年（令和5年）2月24日：結城市大字武井地内の道路線形を一部改良[13]。

## 路線状況

### 重複区間
- 茨城県道131号下妻真壁線（筑西市海老ヶ島 地内）
- 茨城県道15号結城下妻線（筑西市関本下 - 筑西市関本上）
- 茨城県道・栃木県道191号大戦防小山線（結城市武井 - 小山市武井）

### 道路施設
- 市坂橋（大川、筑西市海老ケ島）
- 黒子橋（小貝川、筑西市辻）
- 天神橋（糸繰川、筑西市犬塚 - 板橋）
- 関河橋（江連用水、筑西市舟生・上野）
- 武井橋（西仁連橋、茨城県結城市 - 栃木県小山市県境）

## 地理

### 通過する自治体
- 茨城県
  - 筑西市
  - 結城市
- 栃木県
  - 小山市

### 交差する道路

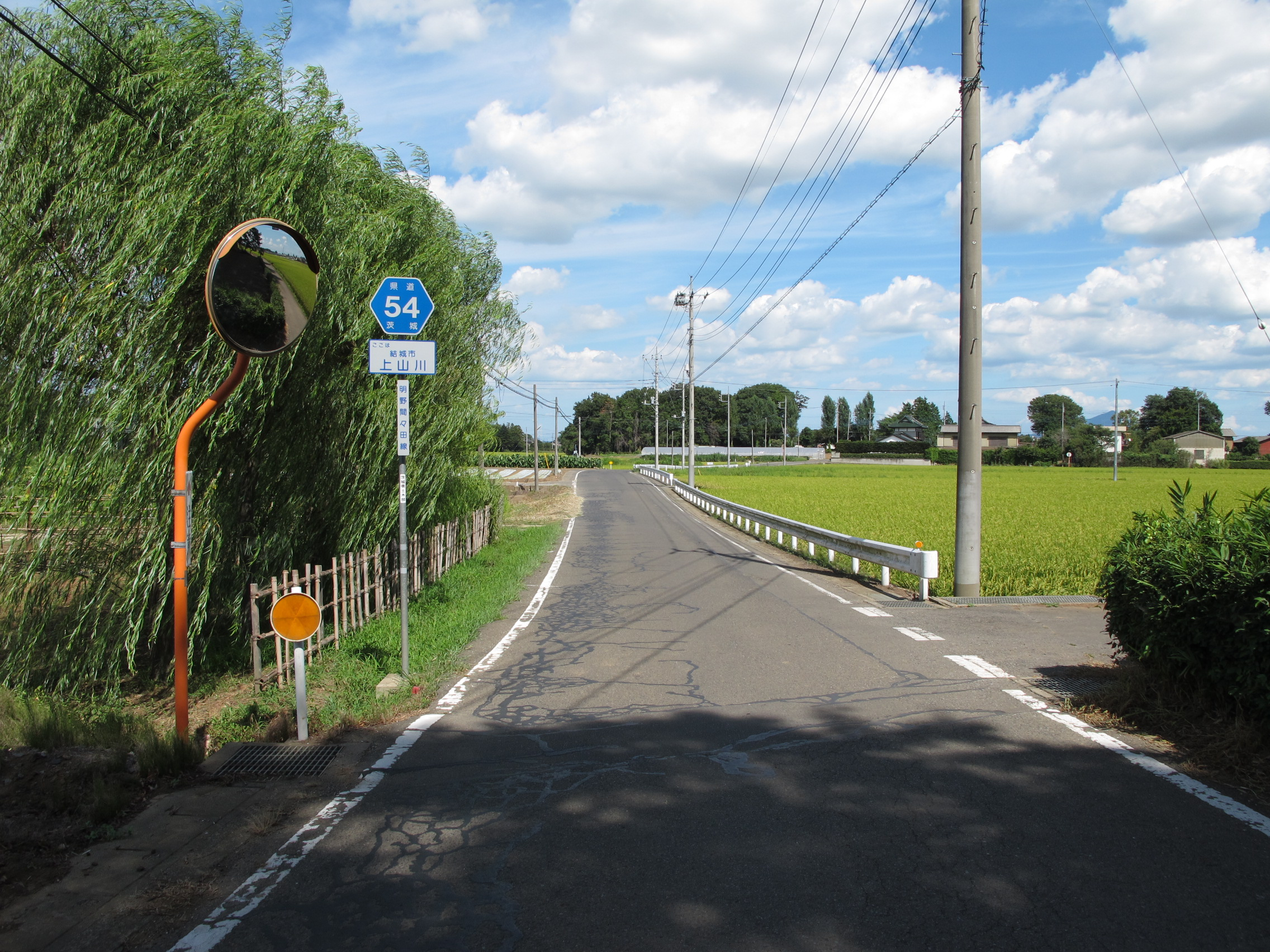
茨城県道54号明野間々田線
結城市上山川（2012年8月）

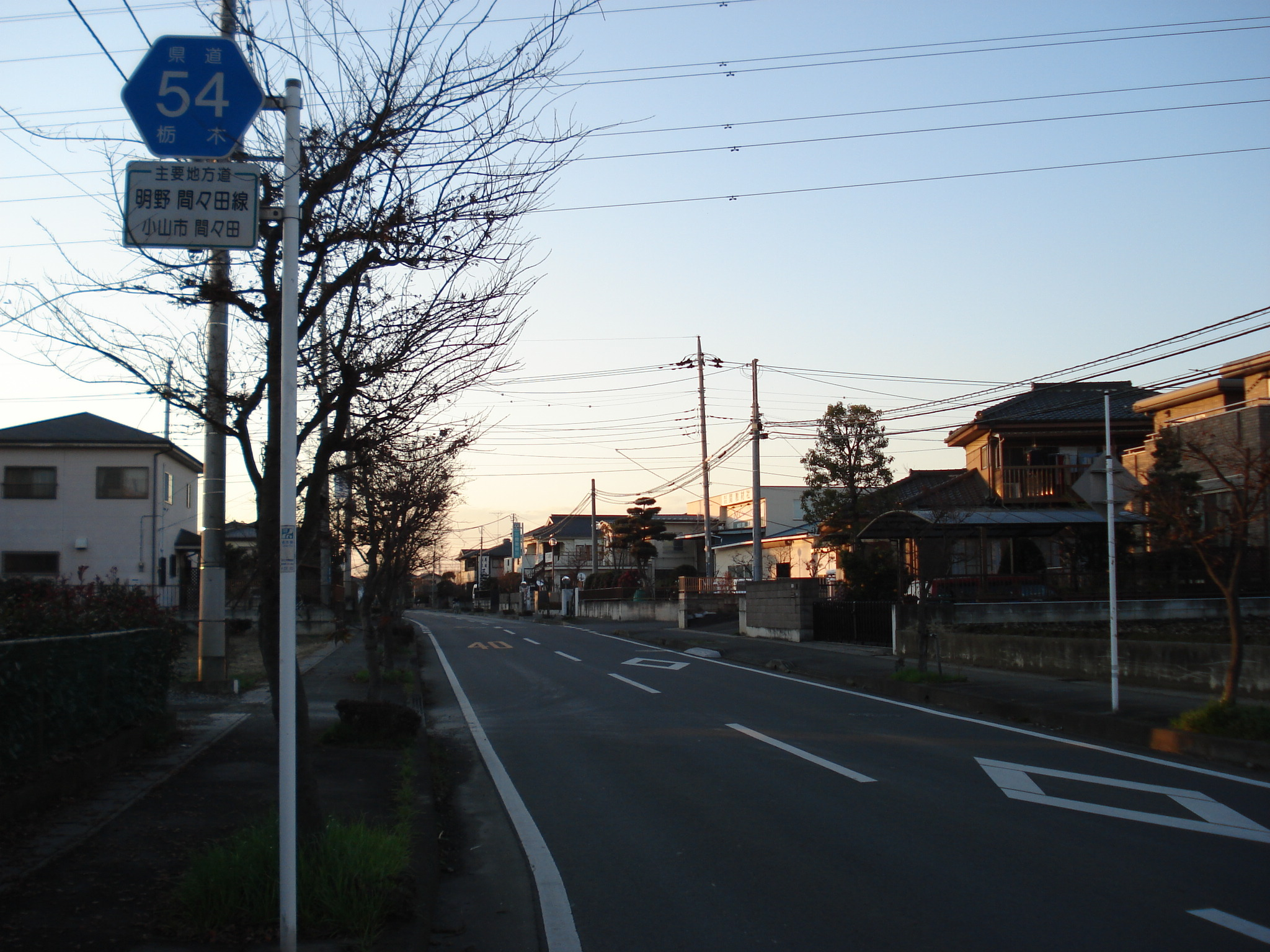
栃木県道54号明野間々田線
小山市東間々田付近

- 茨城県道14号筑西つくば線・茨城県道131号下妻真壁線（起点）
- 茨城県道45号つくば真岡線（筑西市松原）
- 国道294号 常総バイパス（筑西市辻）
- 茨城県道357号谷和原下館線（筑西市黒子）
- 茨城県道15号結城下妻線（筑西市関本上）
- 茨城県道23号下館三和線（筑西市関本中交差点）
- 茨城県道15号結城下妻線（筑西市関本上）
〈鬼怒川〉（この間分断区間）
- 茨城県道20号結城坂東線（結城市上山川・芝崎交差点）
- 茨城県道17号結城野田線（結城市武井・大戦防交差点、茨城県道191号大戦防小山線起点）
- 茨城県道191号大戦防小山線（小山市武井）
- 新4号国道（小山市東野田交差点）
- 栃木県道294号東野田古河線（小山市東野田・大谷南小前交差点）
- 国道4号（終点）

### 沿線施設
- 明野保健センター（筑西市新井新田）
- 関東鉄道常総線 黒子駅（筑西市黒子）
- 筑西市立関城東小学校（筑西市藤ケ谷）
- 小山市立大谷南小学校（小山市東野田）